# Perifiton

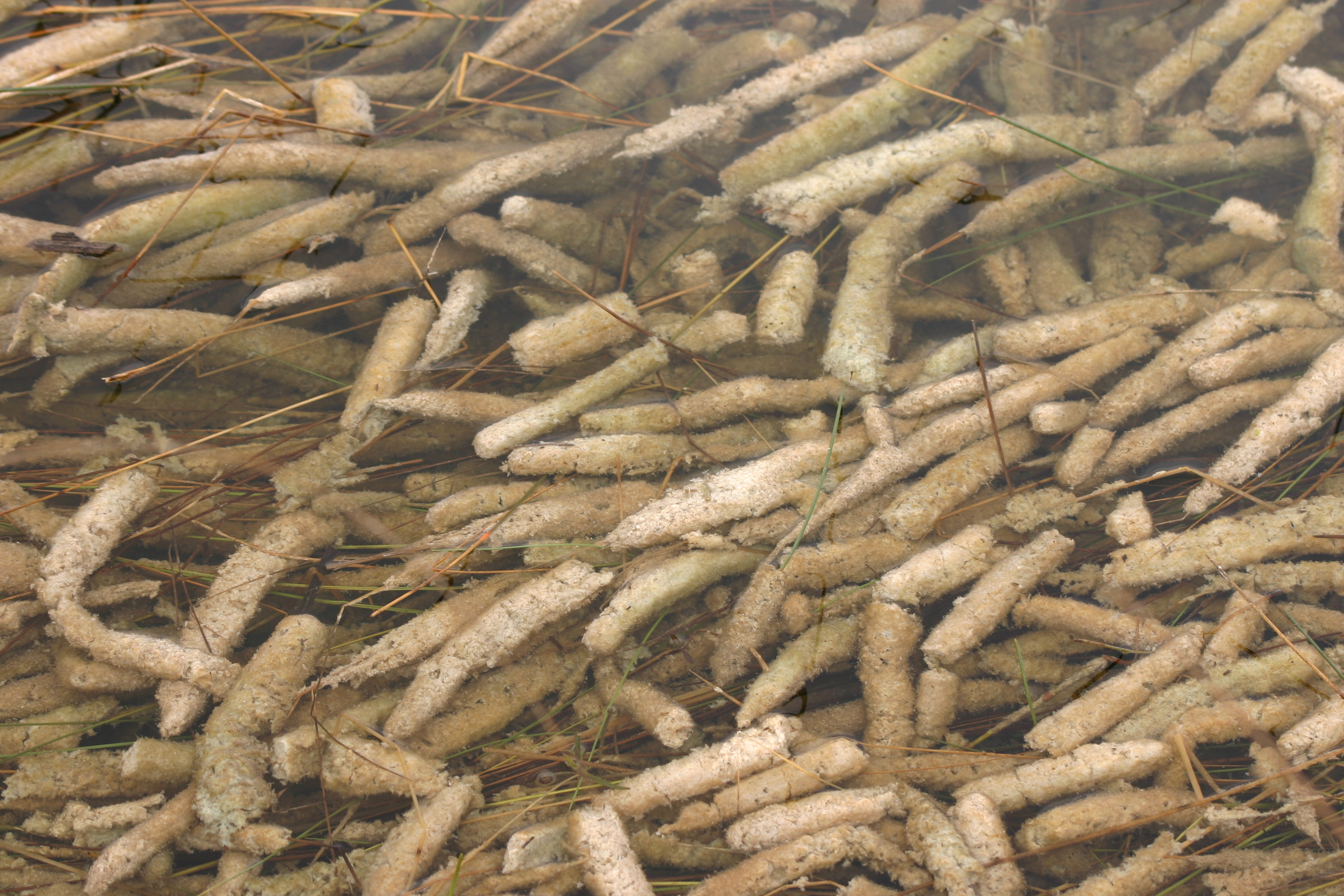
Perifiton negli Everglades

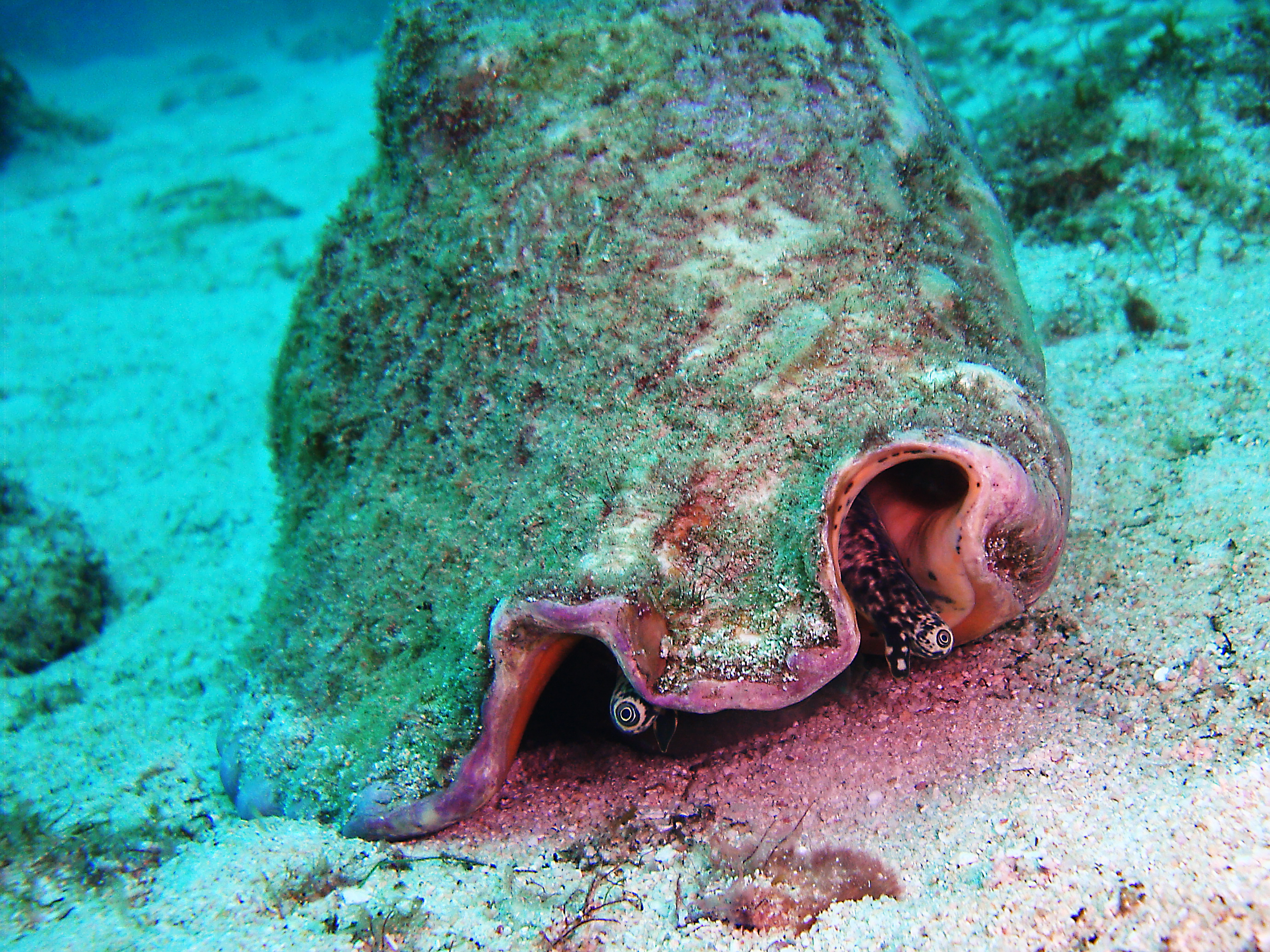
Un Lobatus gigas nel suo habitat naturale con il guscio ricoperto dai Perifiton

Il perifiton (o periphyton) è la microflora che si sviluppa su qualsiasi tipo di substrato, comprendente alghe, cianobatteri, microbi eterotrofi, funghi e detriti che vivono in stretta connessione con macrofite acquatiche.
Questo costituisce un'importante fonte di alimentazione per invertebrati, per girini e per alcuni pesci. Può anche assorbire contaminanti, risultando anche un importante indicatore della qualità delle acque.
L'illuminazione artificiale incide sfavorevolmente allo sviluppo del perifiton.